# Nicolas Portal
Nicolas Portal (Auch, 23 aprile 1979 – Andorra la Vella, 3 marzo 2020) è stato un ciclista su strada e dirigente sportivo francese.
Ciclista professionista dal 2002 al 2010, dopo il ritiro divenne direttore sportivo del Team Sky/Ineos.
Noto anche come Nico Portal, aveva un fratello minore, Sébastien, ciclista professionista dal 2005 al 2009.

## Carriera
Debuttò fra i professionisti nel 2002 con la squadra francese AG2R Prévoyance, dopo aver gareggiato da stagista con la stessa squadra negli ultimi mesi del 2001. Nel 2004 ottenne il suo primo e unico successo in carriera da pro, vincendo la terza tappa del Critérium du Dauphiné Libéré. Nel 2006 si trasferì tra le file della formazione spagnola Caisse d'Epargne, mentre nel 2010 gareggiò con la squadra inglese Team Sky. Al termine della stagione 2010 si ritirò dall'attività agonistica, rimanendo comunque alla Sky come direttore sportivo.
In carriera partecipò a sei Tour de France e a una Vuelta a España.
È deceduto il 3 marzo 2020, all'età di 40 anni, nella propria abitazione ad Andorra la Vella, a seguito di un infarto.

## Palmarès
- 2004

3ª tappa Critérium du Dauphiné Libéré

### Altri successi
- 2005

3ª tappa Vuelta a Castilla y León (Cronosquadre)
- 2007

1ª tappa Volta Ciclista a Catalunya (Cronosquadre)

## Piazzamenti

### Grandi Giri
- Tour de France

2003: 82º
2004: 72º
2005: 88º
2006: 100º
2007: 57º
2008: 66º
- Vuelta a España

2002: 82º